# Divinities: Twelve Dances with God
Divinities: Twelve Dances with God es el segundo disco en solitario del líder de Jethro Tull, Ian Anderson.
Las doce pistas son exclusivamente instrumentales, influenciadas por diferentes músicas étnicas tradicionales: celta ("In the Grip of Stronger Stuff"), española ("In the Pay of Spain"), africana ("En Afrique") y otras.
Ya habían pasado 12 años desde que Ian Anderson publicó su primer disco en solitario, Walk into Light, cuando lanzó este segundo álbum. El disco es totalmente distinto de toda su producción precedente, de tal manera que, si no fuera por el inconfudible estilo de interpretación de la flauta, difícilmente se podría adivinar que Divinities es un trabajo de Anderson. La idea de sacar este álbum en realidad provino de EMI, que propuso a Anderson que realizara algún tipo de composición para flauta y algún otro tipo de instrumentación orquestal. En principio, Ian no estaba especialmente convencido con esa idea, recordando la anterior experiencia con el álbum A Classic Case, de Jethro Tull. Pero EMI lo animó finalmente sugiriéndole que realizara un álbum con trasfondo religioso y espiritual. Esto terminó convenciendo definitivamente a Anderson, que siempre ha mostrado interés por estos temas, aunque fuese desde un punto de vista crítico (recordemos, por ejemplo Aqualung).
En este álbum colaboraron otros dos miembros de Jethro Tull, Andrew Giddings y Doane Perry, además de siete músicos de la (Royal Philharmonic Orchestra de Londres (con la que había colaborado para realizar A Classic Case).
En 1995 se publicó un álbum pirata (bootleg) titulado I'm Just a Simple Flute Player, que recogió parte de la gira que realizó Ian Anderson con este disco.

## Lista de temas
| #   | Título                                     | Autor          | Tiempo |
| --- | ------------------------------------------ | -------------- | ------ |
| 1.  | "In a Stone Circle"                        | (Ian Anderson) | 3:25   |
| 2.  | "In Sight of the Minaret"                  | (Ian Anderson) | 3:54   |
| 3.  | "In a Black Box"                           | (Ian Anderson) | 3:24   |
| 4.  | "In the Grip Of Stronger Stuff"            | (Ian Anderson) | 2:48   |
| 5.  | "In Maternal Grace"                        | (Ian Anderson) | 3:21   |
| 6.  | "In the Moneylender's Temple"              | (Ian Anderson) | 3:19   |
| 7.  | "In Defence of Faiths"                     | (Ian Anderson) | 3:11   |
| 8.  | "At Their Father's Knee"                   | (Ian Anderson) | 5:43   |
| 9.  | "En Afrique"                               | (Ian Anderson) | 2:54   |
| 10. | "In the Olive Garden"                      | (Ian Anderson) | 2:50   |
| 11. | "In the Pay of Spain"                      | (Ian Anderson) | 4:05   |
| 12. | "In the Times of India (Bombay Valentine)" | (Ian Anderson) | 8:09   |

## Intérpretes
- Ian Anderson: flautas.
- Andrew Giddings: teclados.
- Doane Perry: percusión.
- Douglas Mitchell: clarinete.
- Christopher Cowrie: oboe.
- Jonathon Carrey: violín.
- Nina Gresin: chelo.
- Randy Wigs: arpa.
- Sid Gander: french horn.
- Den Redding: trompeta.

- Datos: Q2504657